# Çöl Dəllək
Çöl Dəllək är en ort i Azerbajdzjan.   Den ligger i distriktet Sabirabad Rayonu, i den sydöstra delen av landet, 110 km sydväst om huvudstaden Baku. Antalet invånare är 365.
Terrängen runt Çöl Dəllək är mycket platt. Närmaste större samhälle är Şirvan, 16,2 km nordost om Çöl Dəllək.
Trakten runt Çöl Dəllək består till största delen av jordbruksmark. Runt Çöl Dəllək är det ganska tätbefolkat, med 80 invånare per kvadratkilometer.